# Aeroportul Internațional Port Harcourt
Aeroportul Internațional Port Harcourt (IATA: PHC, ICAO: DNPO) este un aeroport din Statul Rivers, Nigeria ce deservește zona Port Harcourt. Aeroportul a fost tranzitat în 2021 de 969.176 de pasageri. A fost numit după zona deservită.
Situat la o altitudine de 27 m, aeroportul dispune de 1 pistă.

## Infrastructură

### Piste
Aeroportul dispune de o singură pistă. Pista are orientarea 03/21.